# Água salobra

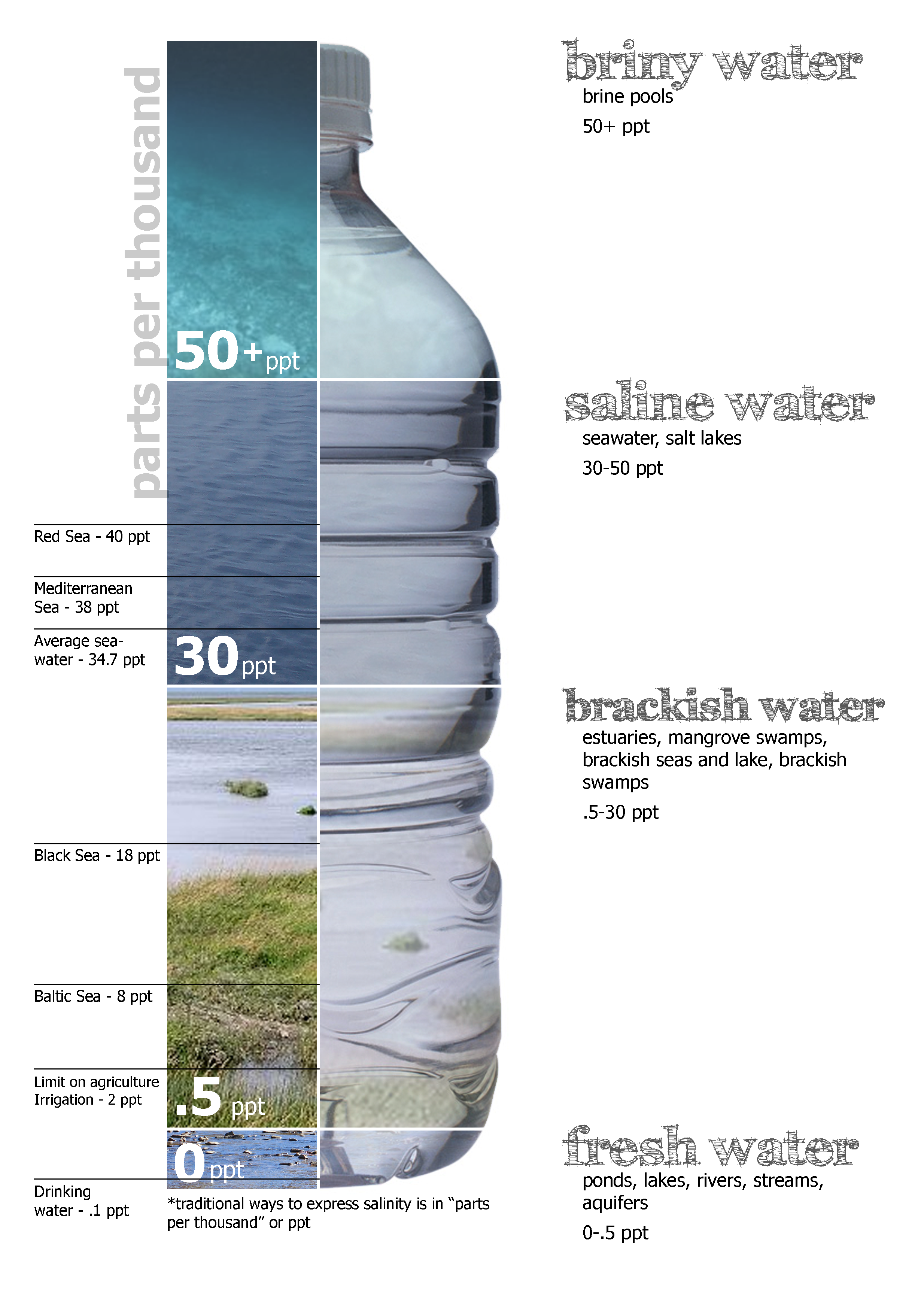
Infografia mostrando os diversos tipos de água (quanto à salinidade)

Água salobra é aquela que apresenta mais sais dissolvidos (cloretos) que a água doce e menos que a água do mar. É a água que possui salinidade intermediária entre a água doce e a salgada, possui a salinidade entre 5% a 30%, e ocorrem em ambientes diversos como em estuários, onde normalmente ocorrem, em lagunas ou podem também se originar de aquíferos. Ocorrem também em certos mares, como o Mar Báltico por exemplo.

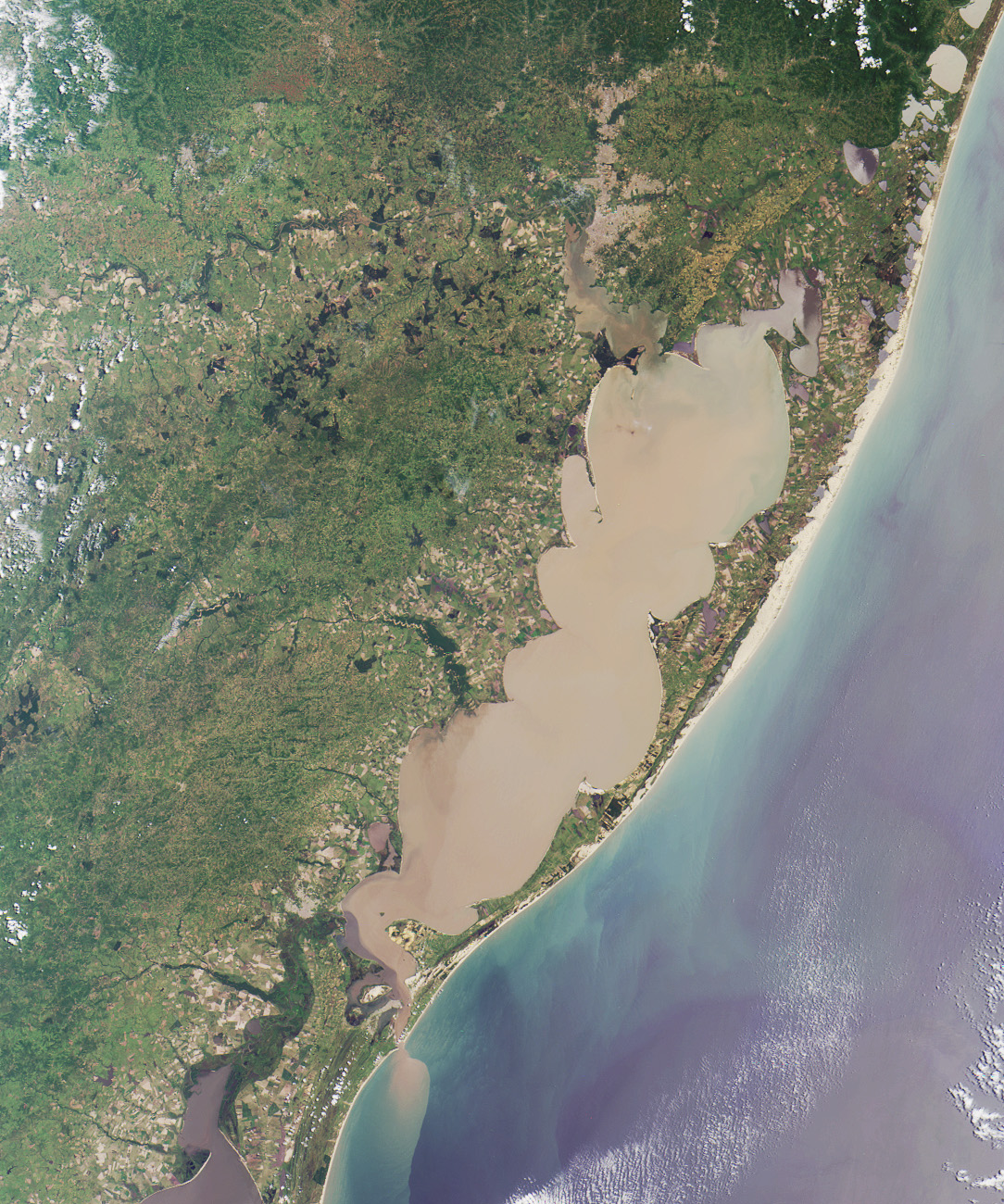
A lagoa dos Patos, no estado brasileiro do Rio Grande do Sul, é uma grande laguna de água salobra.

Do ponto de vista técnico, considera-se água salobra a que contenha entre 0,5 e 30 gramas de sal por litro, frequentemente expresso como 0,5 a 30 parte por milhar (ou ‰), a que corresponde um peso específico de 1,005 a 1,010. Tendo em conta a amplitude de salinidades considerada, o conceito de água salobra inclui um vasto conjunto de regimes de salinidade e não é considerado uma condição ecológica precisamente definida, tanto que tende a apresentar, em cada corpo de água, grandes variações espaciais e temporais.
A água salobra é uma água composta por diversos sais, como o cloreto de sódio, além do cálcio, o magnésio, e o potássio, justamente por causa da presença desses elementos ela possui uma aparência turva e o gosto é bem desagradável, por ser uma água que possui muitas substâncias em suspensão, e possui micróbios patogênicos, ela se torna imprópria para o consumo principalmente para os humanos.
Há ainda a água salobra de origem fóssil em certos aquíferos associados a rochas salinas, e em mangues.

## Classificações da água
Na classificação da água, destaca-se o que se considera o grau de salinidade, sendo reconhecidos três tipos distintos: água doce, salgada e a salobra. Trata-se de uma água que não possui uma quantidade elevada de sal como no mar e nem a mesma quantidade de sal da água doce.
- Água salgada: É aquela que apresenta alta concentração de sal, principalmente o cloreto de sódio (popularmente conhecido como sal de cozinha), e possui salinidade igual ou superior a 30%. É a água mais abundante do mundo, representa cerca de 97% do total.[4]
- Água doce: É a que possui salinidade igual ou inferior a 0,5%, apresentando portanto uma pequena quantidade de sal, é a água própria para consumo, seja para atividades domésticas como beber, cozinhar, tomar banho, ou para outras atividades do dia-a-dia, como indústrias, agropecuária etc.
- Água salobra: É aquela que apresenta nível de salinidade intermediário entre a da água doce e a da água salgada.

## Consumo
Na grande maioria das comunidades rurais, o acesso a água potável vem das perfurações de poços artesianos, que por sua vez apresentam águas salobras devido ao contato dessas águas com as rochas cristalinas no subterrâneo.
O consumo da água salobra não é recomendado, porém em muitos locais é só o que possui, ela é uma água que pode ter elevado nível de contaminação biológica e pode causar sérios danos a saúde. Porém graças a grandes projetos como o da Fundação BB que apoiam projetos sociais, em 2017 foi criado um projeto de nome Dessalinizadores Solar, que utiliza a energia solar limpa e renovável para obtenção da água potável, reduzindo assim o teor de sal da água tornando-a potável, e fazendo com quê ela fique propensa para o consumo. Ele não necessita do uso de eletricidade, de produtos químicos e nem de elementos filtrantes, e tem sido um grande alternativo para as famílias que tanto necessitam no semiárido. Esse projeto tornou possível a obtenção de água pura em poços artesianos com água salobra. Possibilitando assim a convivência e a sobrevivência no semiárido. Resumindo o dessalinizador solar é uma tecnologia simples e de baixo custo.
A água salobra além de ser usada como um grande auxilio para as comunidades rurais do semiárido, através dos dessalinizadores que as transformam em água potável, ela também tem sido usada no meio agrícola. Um estudo notou que houve aumento na concentração de nutrientes no tomate cereja, com a aplicação da água salobra na obtenção da solução nutritiva. Nesse estudo notou-se que a utilização da água no preparo da solução nutritiva promoveu efeitos de interações antagônicas entre os nutrientes, afetando as concentrações dos mesmos.

## Tratamentos
Os dessalinizadores de água são bastante utilizados por comunidades rurais do semiárido brasileiro que passam por grandes secas durante o ano, e necessitam da água potável para atividades simples do dia-dia-dia como beber e cozinhar por exemplo, é uma tecnologia social de convivência com os longos períodos de estiagem, fornecendo às famílias água de boa qualidade. Dessalinizar a água salobra, causa o aumento da água consumível em volta do mundo todo, por estar sendo muito viável para a obtenção de água potável, consequentemente ela tem se tornado economicamente muito atraente, o que resulta em um custo baixo limitado. Os dessalinizadores não só promovem a retirada dos sais dissolvidos na água, mas também elimina os microrganismos patógenos, especialmente as bactérias que causam doenças.
A dessalinização resulta em 50% de água e 50% de rejeitos salinos, que acaba sendo descartado no solo ou nos rios, além de gerar água potável, gera também uma água residuária, que possui um alto grau de salinidade, o que pode causar grandes impactos ambientais negativos. Tal sistema é muito utilizado em alguns países, como Arábia Saudita, Israel e Kuwait, além de ser usado por equipes de navios que ficam meses no mar ou pesquisadores residindo em regiões desprovidas de água doce.
Existem outras tecnologias responsáveis pelo processo de dessalinização da água salobra, como os processos térmicos (destilação multiestágios, destilação multiefeitos, destilação por compressão de vapor, entre outros), e também os processos de separação por membranas (osmose inversa, eletrodiálise, entre outros), porém as suas utilizações é dependente da qualidade da fonte da água, custos, volume da água e etc. Sendo assim não existe um método que seja melhor que o outro, todos eles apresentam suas vantagens e desvantagens. Nesses processos  exigem um alto investimento e recursos tecnológicos complexos para a produção em larga escala. Neste caso, o preço da água para o consumidor final torna-se muito mais elevado, devido à menor oferta e gastos envolvidos para tornar a água salobra pronta para o consumo.

## Salinidade
Diversos fatores podem afetar substancialmente a salinidade da água, as caracterizaras salinas das lagunas por exemplo dependem do fluxo da água e das trocas hídricas com o oceano. Esses fatores também influenciam a salinidade dos aquíferos.
Certas atividades humanas podem induzir à produção de água salobra, como a criação de represas, e em certas regiões o consumo por parte dos animais, em certos animais como o gado por exemplo, o uso da água salobra nesses animais é apropriada, porém com certos cuidados. Essa água tem sido muito utilizada em projetos que exploram o potencial da água salina para criação de peixes e para a irrigação.
Alguns processos de dessalinização da água incluem:
- Osmose Reversa – o processo de dessalinização por osmose reversa ocorre quando é exercida pressão em uma solução salina. A água atravessa uma membrana semipermeável, com poros microscópicos, que retém os sais, micro-organismos e outras impurezas.
- Dessalinização Térmica – é um dos mais simples, a “destilação solar”, é utilizada em lugares quentes, com a construção de grandes tanques cobertos com vidro ou outro material transparente. Bastante usado em comunidades rurais do semiárido.
- Congelamento – quando congelamos a água, produzimos gelo puro, sem sal. Então, através do congelamento/descongelamento pode-se obter água doce (não é um processo testado em larga escala).